# Angelique Cabral
Angelique Cabral, född 28 januari 1979 i Honolulu, Hawaii, är en amerikansk skådespelare.
Cabral har bland annat medverkat i TV-serien Life in Pieces. Hon har även medverkar i filmerna Friends with Benefits och Önskan.

## Filmografi (i urval)
- 2011 – Friends with Benefits
- 2015–2019 – Life in Pieces (TV-serie)
- 2023 – Önskan